# Joanna Sachse
Joanna Sachse (ur. 14 lutego 1948 we Wrocławiu) – polska filolog, specjalizująca się w filologii indyjskiej, filologii klasycznej i literaturoznawstwie; nauczyciel akademicki.

## Życiorys
Urodziła się w 1948 roku we Wrocławiu, w rodzinie prof. nauk fizycznych Jana Nikliborca i Anny z domu Czeżowskiej (1904–1992), romanistki i italianistki. Po ukończeniu II Liceum Ogólnokształcącego we Wrocławiu i zdaniu matury, studiowała filologię klasyczną w latach 1966–1971 w Instytucie Filologii Klasycznej Uniwersytetu Wrocławskiego (UWr). Podczas studiów filologii klasycznej uczęszczała również na zajęcia z sanskrytu, a od III roku do końca studiów, w ramach indywidualnego toku studiów, studiowała indologię. W 1971 roku uzyskała stopień magistra filologii klasycznej. Stopień naukowy doktora filologii indyjskiej uzyskała w 1977 roku na podstawie rozprawy pt. Relacja Megasthenesa jako źródło wiedzy o Indiach starożytnych, której promotorem była profesor Hanna Wałkówska. Stopień naukowy doktora habilitowanego nauk filologicznych w zakresie filologii klasycznej otrzymała w 1987 roku na podstawie rozprawy pt. Ze studiów nad Bhagawadgitą. W 1993 roku otrzymała nominację na stanowisko profesora nadzwyczajnego, w 2002 roku uzyskała tytuł profesora nauk humanistycznych.
Po studiach, w roku akademickim 1971/72 pracowała jako lektor łaciny na Akademii Medycznej, przez kilka miesięcy pracowała również w sekretariacie rektora Politechniki Wrocławskiej. Z początkiem roku akademickiego 1972/73 została zatrudniona na stanowisku asystenta w Zakładzie Filologii Indyjskiej Instytutu Filologii Klasycznej i Kultury Antycznej.
W latach 1991–2012 była kierownikiem Zakładu Filologii Indyjskiej UWr. Przez dwie kadencje, w latach 1978−1981 i 1991−1994, pełniła funkcję wicedyrektora ds. dydaktyki, a w latach 2005–2008 dyrektora Instytutu Filologii Klasycznej i Kultury Antycznej. Ponadto była sekretarzem Wrocławskiego Koła Polskiego Towarzystwa Filologicznego. W latach 1997–2000 sprawowała opiekę nad Studium Doktoranckim na Wydziale Filologicznym UWr. Wielokrotnie otrzymywała nagrodę Rektora Uniwersytetu Wrocławskiego za osiągnięcia naukowe, dydaktyczne i organizacyjne.

## Dorobek naukowy
W swojej działalności naukowej łączy dwie specjalności starożytne: filologię klasyczną oraz filologię indyjską. Znajduje to wyraz w jej pracach poświęconych wizerunkowi Indii starożytnych w literaturze greckiej i łacińskiej. Poświęcone są one zawsze ustaleniu źródeł przekłamań widniejących w starożytnych opisach Indii, a tym samym rehabilitacji ich autorów, często pochopnie uznawanych za niewiarygodnych. Do ważniejszych jej prac należą:
- Megasthenes o Indiach, Wrocław 1981.
- Bhagawadgita czyli Pieśń Pana, Wrocław-Kraków 1988.
- Meghadūta: obłok – posłańcem, Katowice 1994.

## Życie prywatne
Od roku 1968 była żoną prof. Krzysztofa Sachse, wykładowcy Politechniki Wrocławskiej. Matka Olgi i Pawła.

## Ordery i odznaczenia
- Krzyż Kawalerski Orderu Odrodzenia Polski (2011)[4]
- Złoty Krzyż Zasługi (1991)[2]
- Medal Komisji Edukacji Narodowej (2002)

Źródło:.